# Escalona del Prado
Escalona del Prado es un municipio de España, en la provincia de Segovia en el territorio de la Campiña Segoviana, comunidad autónoma de Castilla y León. Tiene una superficie de 31,79 km².
El marquesado de Escalona, otorgado por el rey Carlos II el 12 de junio de 1679 a Íñigo de Acuña y Castro (1630-1696) —quien había comprado la villa a Pedro de la Cerda— toma su nombre de este municipio.
En su término municipal se encuentra un despoblado de nombre olvidado cuya iglesia tenía de advocación a San Sebastián, aun existen vestigios a 2,2 km al S/SO.

## Geografía

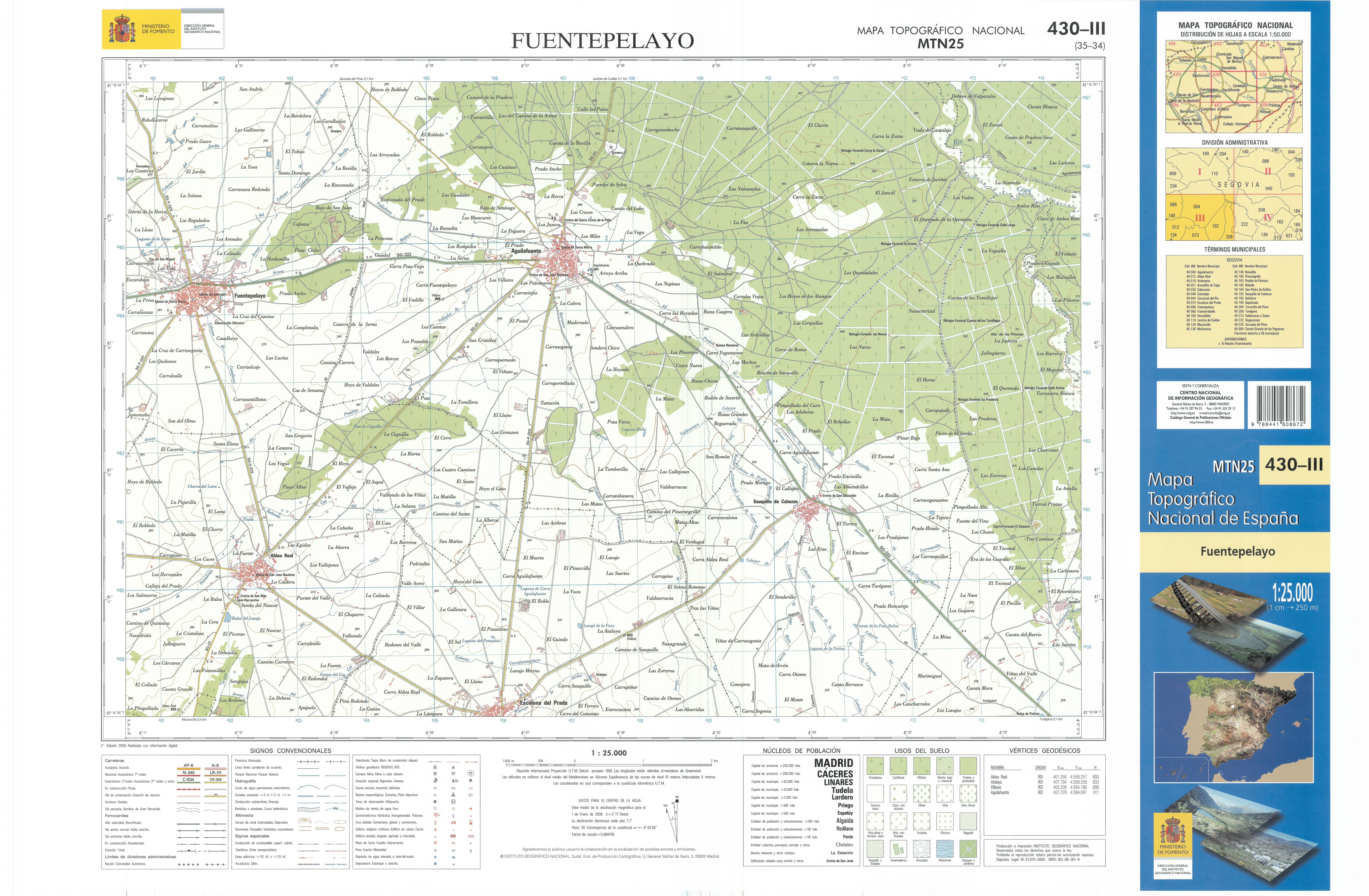
Fragmento de la hoja 430 del Mapa Topográfico Nacional de España de 2008 en el que se representa la parte norte de Escalona del Prado

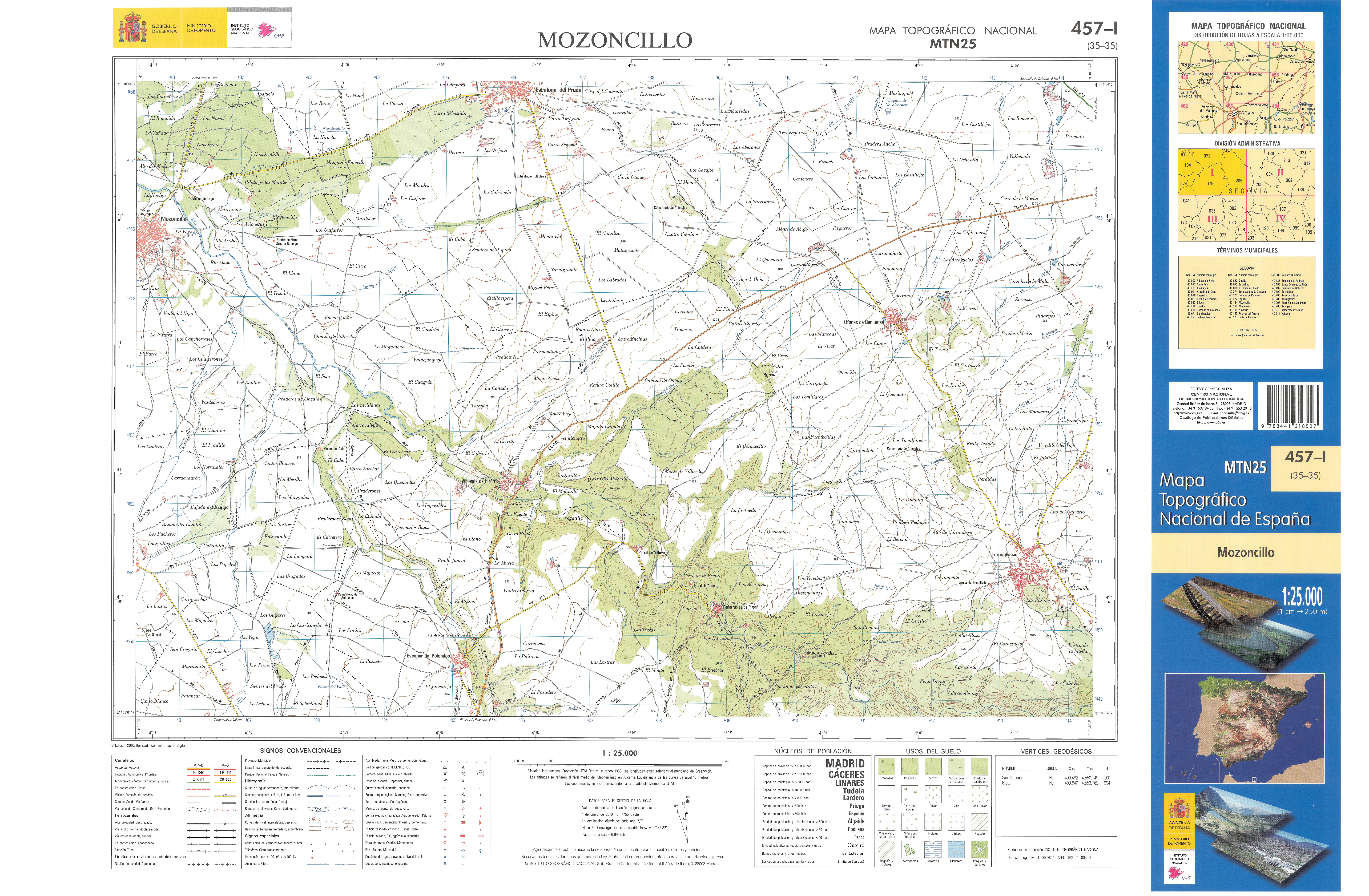
Fragmento de la hoja 457 del Mapa Topográfico Nacional de España de 2010 en el que se representa la parte sur de Escalona del Prado

| Noroeste: Aldea Real          | Norte: Aguilafuente      | Noreste: Sauquillo de Cabezas             |
| Oeste: Aldea Real, Mozoncillo |                          | Este: Sauquillo de Cabezas, Torreiglesias |
| Suroeste: Mozoncillo          | Sur: Escobar de Polendos | Sureste: Torreiglesias                    |

## Historia
Escalona del Prado es un pueblo con una gran historia detrás. Es mencionado por primera vez en un documento de 1204 sobre el préstamo de vestuarios del obispo de Segovia a canónigos. Pertenece a la Comunidad de Ciudad y Tierra de Segovia, en el Sexmo de Cabezas.
Hasta la reforma de la nomenclatura municipal de 1916 el municipio se llamaba simplemente Escalona. En dicha fecha su nombre fue modificado por el de Escalona del Prado.
El lugar denominado El Prado fue utilizado como aeródromo durante la guerra civil española y a su vez ha acogido numerosos campeonatos de aeromodelismo. Este sufijo del nombre fue añadido en el siglo XX.
Otro dato relevante del pueblo tiene que ver con la religión. Cuenta con una página de la mismísima Sábana santa de Turín que además estuvo expuesta en las Edades del Hombre.

## Demografía
Escalona del Prado cuenta con una población de 468 habitantes (INE 2024).
| Gráfica de evolución demográfica de Escalona del Prado entre 1842 y 2021                                            |
| |
| Población de derecho según los censos de población del INE Población de hecho según los censos de población del INE |

## Símbolos
El escudo heráldico que representan al municipio fue aprobado oficialmente el 31 de marzo de 1987. El escudo se blasona de la siguiente manera:

«Escudo partido. Primero, de sable, una banda de oro cargada en su centro de un escudete de gules sobrecargado de una cruz floreteada de plata y en los costados de nueve cuñas de azur. Bordura de plata con cinco escudetes de azur, cargados de cinco bezantes de palta puestos en sotuer. Segundo, de gules, un acueducto de dos órdenes, de plata, mazonado de sable, puesto sobre diez peñascos de su color. Corona de Marqués.»
Boletín Oficial de Castilla y León n.º 10/1998 de 18 de enero de 1988

## Administración y política
| Periodo   | Nombre                        | Partido   |
| --------- | ----------------------------- | --------- |
| 1979-1983 | Luis Merino Romano            | UCD       |
| 1983-1987 | Ángel Sanz Jimeno             | AP-PDP-UL |
| 1987-1991 | Alejo Sanz Tordesillas        | UC-CDS    |

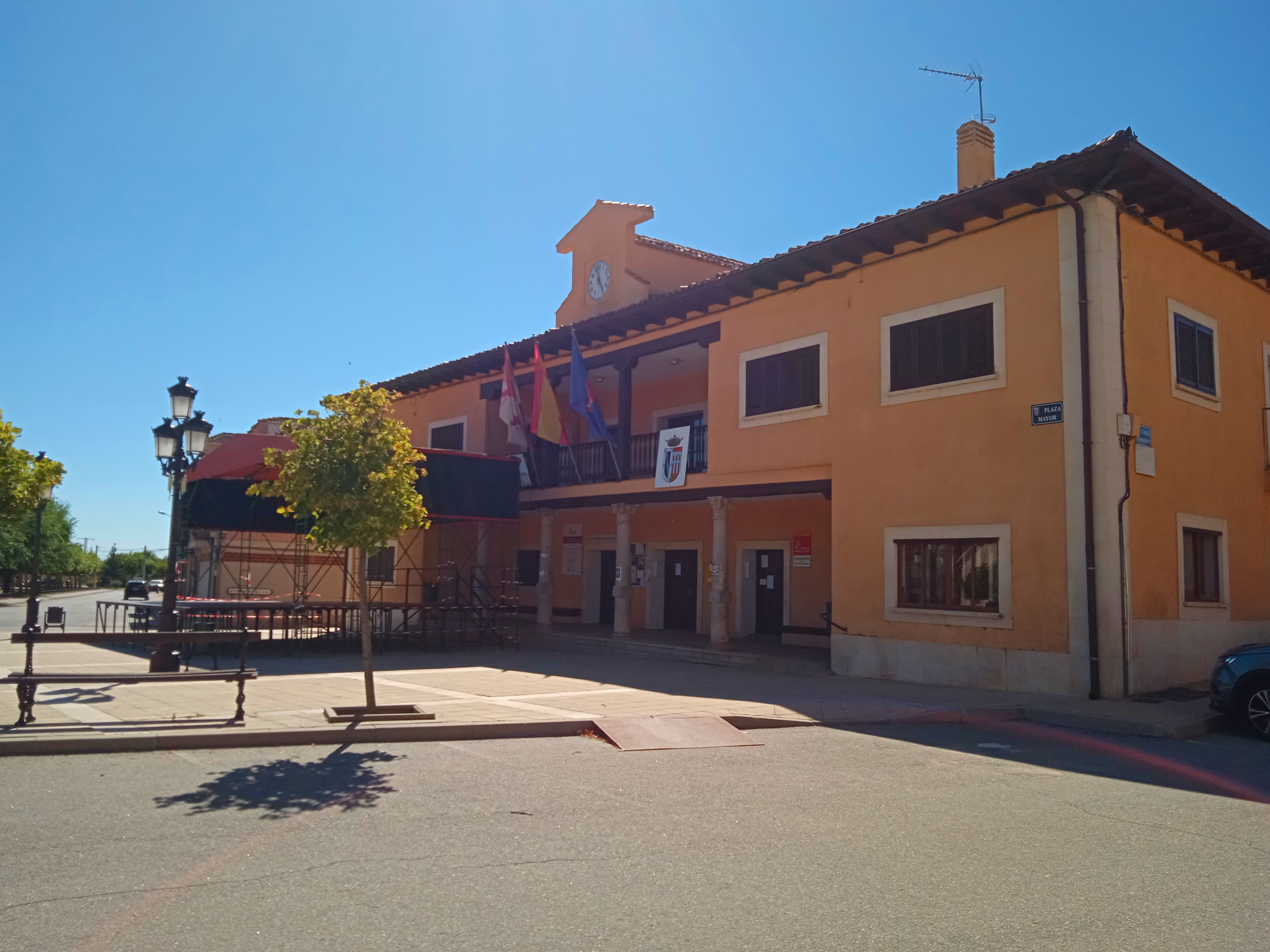
casa consistorial de Escalona del Prado (edificio sede del Ayuntamiento de Escalona del Prado)

| 1991-1995 | Juan Francisco Herrero Sanz   | PP        |
| 1995-1999 | Juan Francisco Herrero Sanz   | PSOE      |
| 1999-2003 | María Luz Iglesias Rubio      | PP        |
| 2003-2007 | Javier Ignacio Sanz Sanz      | PP        |
| 2007-2011 | Juan Justo Mardomingo Herrero | PP        |
| 2011-2015 | Juan Justo Mardomingo Herrero | PP        |
| 2015-2019 | Ángel Bernardino Gala García  | PP        |
| 2019-2023 | Felisa Montarelo Jimeno       | PP        |
| 2023-act. | Felisa Montarelo Jimeno       | PP        |

## Cultura

### Patrimonio
- Iglesia de San Zoilo Mártir, con un órgano antiguo que data de 1785;[8]
- Casa palacio;
- Ermita de Nuestra Señora de la Cruz;[9]
- Parte de la Sábana Santa de Turín;
- Pequeñas lagunas;[10][11]
- La legendaria Fuente Santa;
- Mojón antiguo.[12]

### Fiestas
- Son famosas sus fiestas en honor a la Virgen de la Cruz y su subasta de rosquillas; Una tradición que se remonta al año 1678, fecha en la que vecinos de la cercana población de Sauquillo llevaron 8 fanegas de trigo que valieron un ramo de rosquillas, que posteriormente ellos rifaron en obsequio de la Virgen de la Cruz, tal y como recoge el canónigo Francisco Sanz de Frutos en su 'Historia de Nuestra Señora, la Santísima Virgen'. Las fiestas se celebran el primer fin de semana de mayo y el primero de septiembre. En ambas fechas se organizan diversas actividades como misas, orquestas, pasacalles, etc
- Santa Águeda, el 5 de febrero.[13]

### Leyendas

#### Leyenda del Tuerto Pirón
El Tuerto de Pirón era un bandolero nacido en la localidad vecina de Santo Domingo de Pirón. Fernando Delgado Sanz, apodado el Tuerto de Pirón, robaba a los ricos, asaltaba iglesias y caminos, el entorno de Escalona del Prado fue uno de los lugares donde tuvo actividad, además su padre Ramón Delgado Adrados y toda su familia paterna era originaria de Escalona del Prado.

#### Leyenda de la Fuente Santa
Trata de una historia acontecida en 1499 cuando a una joven piadosa, rústica y buena que se llamaba Juana, se le apareció la virgen estando ella recogiendo hierba. La aparición tuvo lugar tres veces y la virgen pidió la construcción de una ermita. Tiempo después la ermita de Nuestra Señora de la Cruz fue construida por las autoridades locales y en las inmediaciones brotó una fuente que fue llamada la Fuente Santa.